# Jean-Baptiste Adhémar de Monteil de Grignan
Pour les articles homonymes, voir Monteil.
Jean-Baptiste Adhémar de Monteil de Grignan (1638 - † 11 novembre 1697), est un prélat catholique français du XVIIe siècle. Il est successivement coadjuteur de l'archevêché d'Arles, archevêque de Claudiopolis-en-Honoriade (de) puis archevêque d'Arles.

## Famille
Jean-Baptiste Adhémar de Monteil de Grignan, de la maison de Castellane Adhémar issue par les femmes de l'antique race des d'Adhémar, est né en 1638. Il est le 3e fils de Louis Gaucher Adhémar, comte de Grignan, mestre de camp du régiment d'Adhémar († 4 août 1668) et de sa femme Marguerite d'Ornano. Ses parents se marient le 20 mai 1628. De cette union naissent : 
1. François Adhémar de Monteil de Grignan épouse Angélique-Claire d’Angennes puis Françoise de Sévigné
2. Ange, abbé d'Aiguebelle coadjuteur d'Arles mort à 26 ans;
3. Jean-Baptiste, archevêque d'Arles après son oncle, 1689-1697 ;
4. Joseph, dit le chevalier de Grignan, nommé depuis le comte d'Adhémar, maréchal de camp en 1688, marié en 1704 à Gabrielle Thérèse d'Oraison ;
5. Louis-Joseph Adhémar de Monteil de Grignan, évêque de Carcassonne, 1684-1722
6. Charles chevalier de Malte
7. Marie-Thérèse épouse de Charles de Chateauneuf, marquis de Rochebonne, parents de Charles-François de Chateauneuf de Rochebonne évêque de Noyon puis archevêque de Lyon et de Louis Joseph de Chateauneuf de Rochebonne évêque de Carcassonne.

## Biographie
Il devient en 1667 après la mort en 1659 de son frère ainé Ange, coadjuteur de leur oncle à l'archevéché d'Arles (confirmation le 3 août 1667). Le 3 août il est également nommé archevêque titulaire de Claudiopolis-en-Honoriade (de). Il est consacré comme tel 11 décembre 1667 par son grand-oncle Jacques de Castellane-Adhémar de Monteil, évêque d'Uzès. À la mort de François de Castellane-Adhémar de Monteil, son oncle, il lui succède à l'archevêché d'Arles le 9 mars 1689. 
En avril 1695 il fait commencer les travaux de transformation de la cathédrale Saint-Trophime.
Il décède le 11 novembre 1697 à Montpellier mais est inhumé à Arles dans Saint-Trophime, plus spécialement dans la chapelle Saint-Genest qui abrite également la dépouille de son oncle François, son prédécesseur.

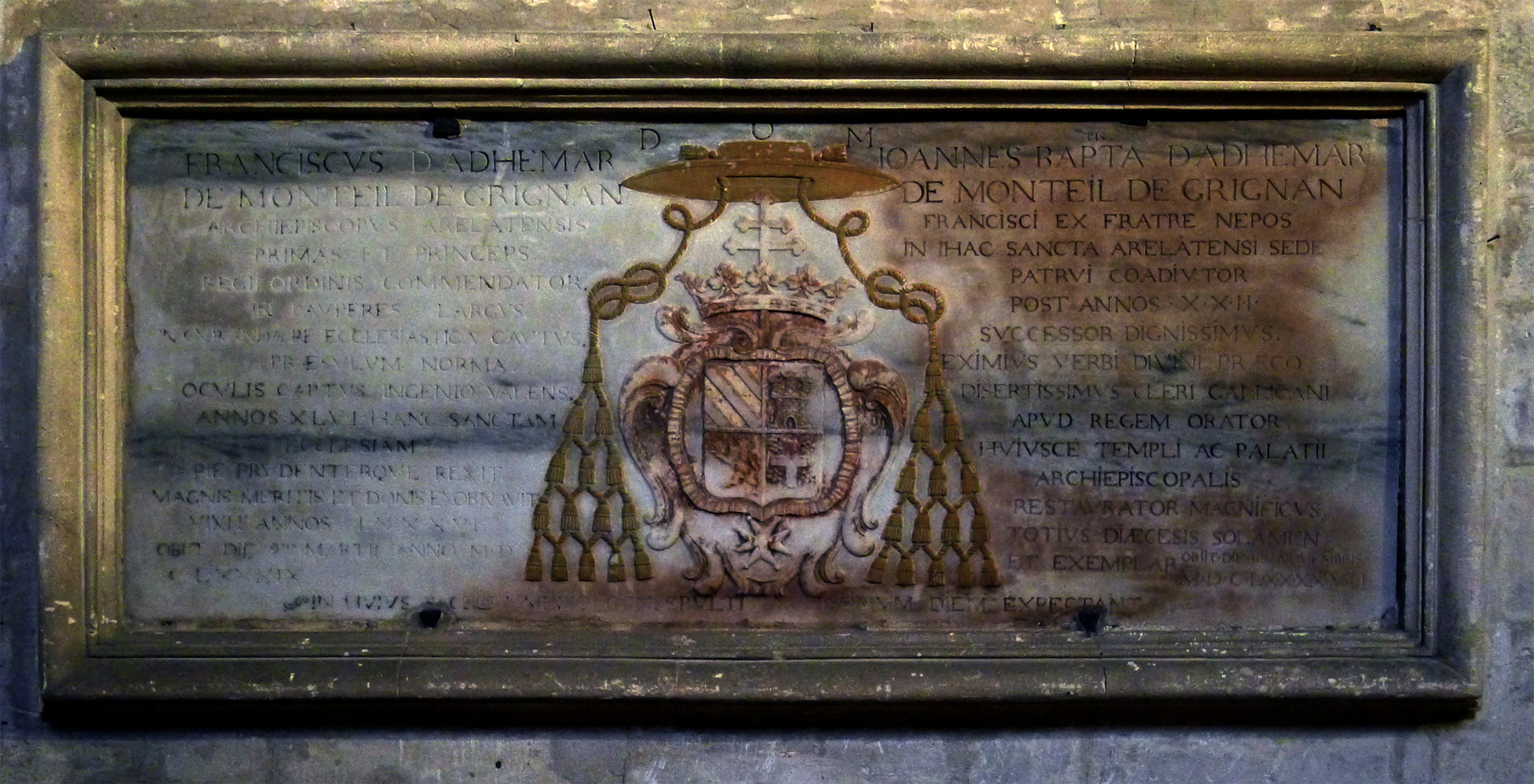
Plaque funéraire.
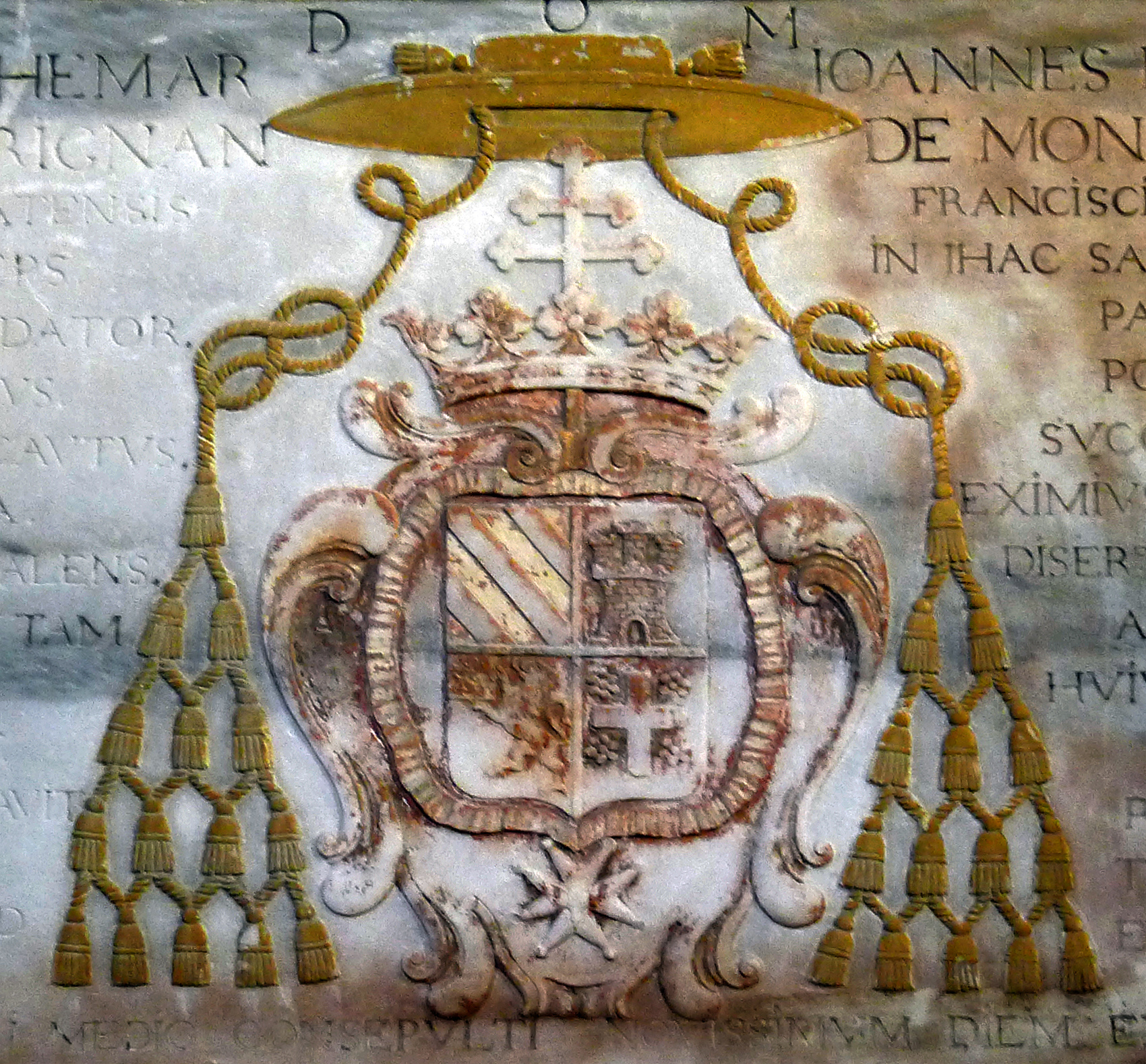
Armes des deux archevêques.